# زدراوکووتس
زدراوکووتس (به بلغاری: Zdravkovets) یک منطقهٔ مسکونی در بلغارستان است که در شهرستان گابروو واقع شده‌است.